# Tableau des médailles des Jeux olympiques d'hiver de 1956
Cet article présente le classement des médailles des Jeux olympiques d'hiver de 1956. Le CIO ne publie pas explicitement ce classement, mais publie des classements pour chaque Jeux. Ce tableau est trié par défaut selon le nombre de médailles d'or, puis, en cas d'égalité, selon le nombre de médailles d'argent, et enfin selon le nombre de médailles de bronze. En cas d'égalité parfaite, la convention est de lister les pays par ordre alphabétique. Au cours de ces Jeux, l'URSS, la Pologne et le Japon remportent leurs premières médailles aux Jeux olympiques d'hiver. Le Japon est la première nation asiatique à remporter une médaille aux JO d'hiver.
- Pays organisateur (Italie, Cortina d'Ampezzo)

| Rang  | Nation                     | Or | Argent | Bronze | Total |
| ----- | -------------------------- | -- | ------ | ------ | ----- |
| 1     | Union soviétique           | 7  | 3      | 6      | 16    |
| 2     | Autriche                   | 4  | 3      | 4      | 11    |
| 3     | Finlande                   | 3  | 3      | 1      | 7     |
| 4     | Suisse                     | 3  | 2      | 1      | 6     |
| 5     | Suède                      | 2  | 4      | 4      | 10    |
| 6     | États-Unis                 | 2  | 3      | 2      | 7     |
| 7     | Norvège                    | 2  | 1      | 1      | 4     |
| 8     | Italie                     | 1  | 2      | 0      | 3     |
| 9     | Équipe unifiée d’Allemagne | 1  | 0      | 1      | 2     |
| 10    | Canada                     | 0  | 1      | 2      | 3     |
| 11    | Japon                      | 0  | 1      | 0      | 1     |
| 12    | Hongrie                    | 0  | 0      | 1      | 1     |
| 12    | Pologne                    | 0  | 0      | 1      | 1     |
| Total | Total                      | 25 | 23     | 24     | 72    |

## Référence
- CIO – Tableau des médailles des JO de 1956.